# Hannes Jaenicke

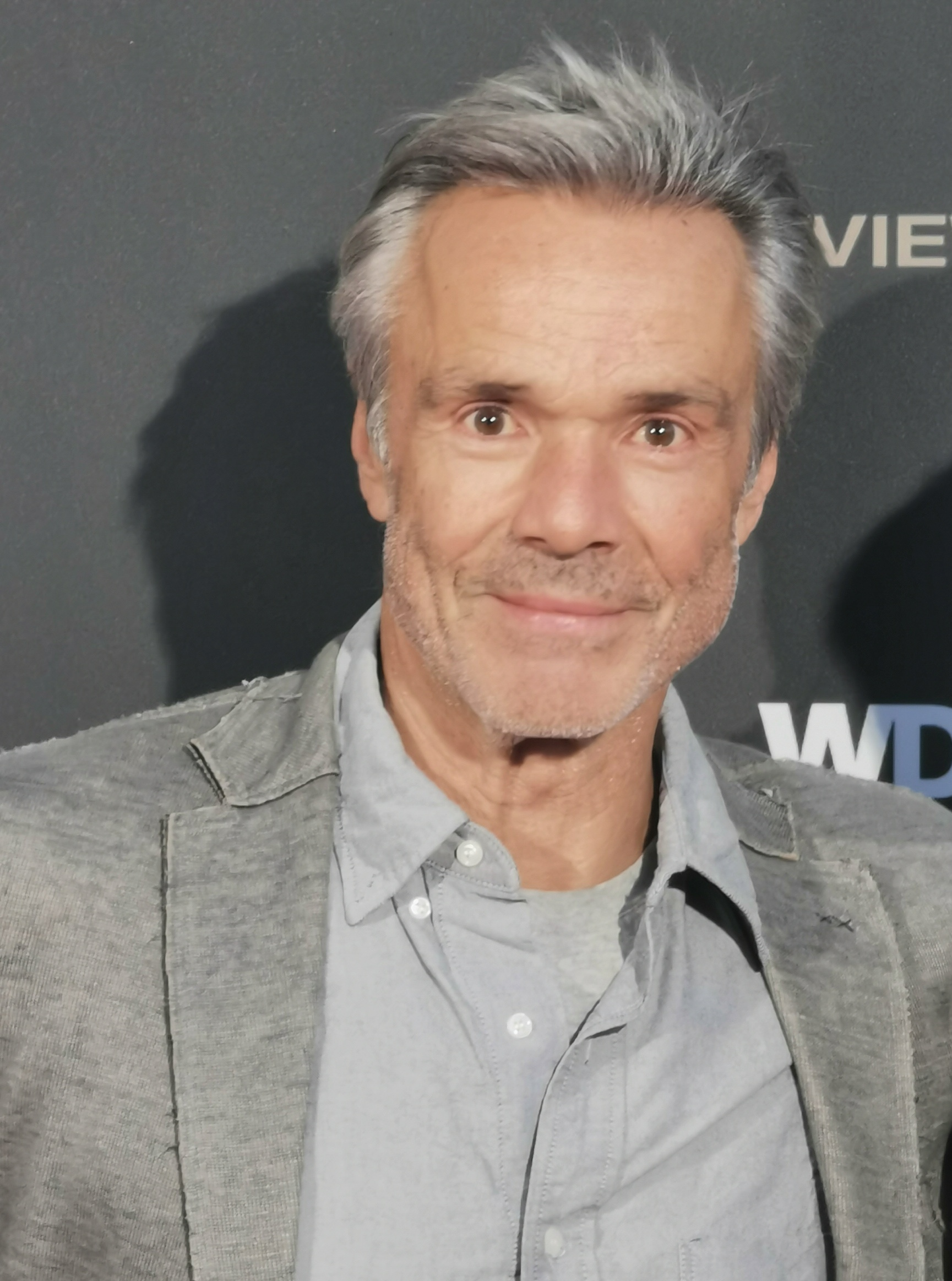
Hannes Jaenicke (2023)

Hannes Jaenicke (* 26. Februar 1960 in Frankfurt am Main) ist ein deutsch-amerikanischer Schauspieler, Synchronsprecher, Hörbuchsprecher, Autor und Umweltaktivist.

## Leben und Karriere
Hannes Jaenicke ist der Bruder des Malers Alexander Calvelli. Seine Eltern, der Biochemiker Rainer Jaenicke und die Musikerin Agathe Jaenicke, geb. Calvelli-Adorno (Tochter des Franz Calvelli-Adorno, der wiederum Cousin des Philosophen Theodor W. Adorno war), zogen mit den Kindern von Deutschland in die Vereinigten Staaten, wo Hannes Jaenicke einen Teil seiner Kindheit in der Stadt Pittsburgh (Pennsylvania) verbrachte, an deren Universität sein Vater einen Forschungsauftrag hatte. 1969 kehrte die Familie nach Deutschland zurück. Jaenicke ist auch Staatsbürger der Vereinigten Staaten.
In Regensburg besuchte er das Albertus-Magnus-Gymnasium und das Albrecht-Altdorfer-Gymnasium, dort machte er auch sein Abitur.
Seine Schauspielausbildung absolvierte er von 1979 bis 1982 am Max-Reinhardt-Seminar in Wien. Neben der Ausbildung in Wien besuchte er auch die School of Modern Dance in London und trat dort auch im Musical My Fair Lady auf.
Danach wurde er von einigen deutschen Theatern engagiert, bevor er 1984 im Kinofilm Abwärts sein erstes Angebot für eine Filmrolle erhielt. In dem Fahrstuhl-Psychothriller spielte der Newcomer direkt den Gegenpart zum renommierten und populären Götz George. Der Film gehörte mit über 900.000 Kinobesuchern zu den erfolgreichsten deutschen Kinoproduktionen in diesem Jahr. Danach wurde er für die internationale Mehrteiler-Großproduktion des WDR Väter und Söhne über eine deutsche Industriellenfamilie auch für das Fernsehen engagiert. Im selben Jahr 1986 war er aber auch wieder im Film Rosa Luxemburg im Kino zu sehen, welcher mit mehr als 500.000 Kinobesuchern und dem Gewinn des Deutschen Filmpreises einer der Überraschungen dieses Jahres war. Auch im Folgejahr 1987 war er wieder mit Götz George im zweiten Kinofilm aus der Schimanski-Tatortreihe mit dem Titel Zabou zu sehen, mit mehr als 1,5 Millionen Kinobesuchern wieder eine der erfolgreichsten deutschen Produktionen dieses Kinojahres. Bereits in dieser Zeit Ende der 1980er entwickelte sich die Zusammenarbeit mit dem Regisseur Dominik Graf, welche in einigen gemeinsamen Filmprojekten wie Bei Thea, Die Beute, Die Sieger und in den 2010er Jahren in Die reichen Leichen. Ein Starnbergkrimi oder dem umstrittenen RAF-Tatort: Der rote Schatten mündete. Dabei zeigt sich Jaenicke jeweils begeistert von der gemeinsamen Arbeit mit dem Regisseur.
Anfang der 1990er erwarb er ein Stipendium für ein Studium als Drehbuchautor an der University of California, Los Angeles und schrieb daraufhin mit Katja von Garnier zusammen das Drehbuch zu ihrem Kinofilm Abgeschminkt!, welcher ein Überraschungserfolg mit mehr als 1 Million Kinobesuchern im Kinojahr 1993 wurde. Im Jahre 1994 war er in der internationalen Fernsehproduktion Katharina die Große als Zar Peter der III. zu sehen, dabei bezeichnet er die Dreharbeiten zu dem Zweiteiler mit den prominenten Schauspielkollegen wie Catherine Zeta-Jones, Jeanne Moreau und Omar Sharif als einen Höhepunkt seiner Schauspielkarriere. 1997 war Jaenicke gleich in 2 der erfolgreichsten Kinoproduktionen des Jahres jeweils als Polizeidarsteller engagiert –  Knockin’ on Heaven’s Door und in einer größeren Rolle bei Bandits. Im vom Fernsehsender Sat.1 in Auftrag gegebenen Krimi-Mehrteiler Sardsch ermittelte er als Staatsanwalt gegen die Organisierte Kriminalität von Dresden. Die Produktion, in welcher Rolf Hoppe sein Gegenspieler ist, wurde 1998 mit dem Adolf-Grimme-Preis ausgezeichnet. Danach war er in mehreren internationalen und amerikanischen Produktionen engagiert, unter anderem in der Fantasy-Serie Highlander: The Raven, in welcher er Bert Myers den Chef einer Sicherheitsfirma und Doppelagenten verkörpert.
In den Jahren 2004 und 2005 war Jaenicke als Staatssekretär Tobias Endres wieder in 3 Folgen des Tatorts zu sehen, in welcher er den Geliebten der von Maria Furtwängler gespielten Kommissarin Charlotte Lindholm verkörperte. Im Jahr 2007 versuchte RTL mit dem Projekt Post Mortem – Beweise sind unsterblich an die seit den 2000er Jahren populären Kriminalserien, die sich besonders auf die Rechtsmedizin konzentrieren, anzuschließen. Darin übernahm Jaenicke in 17 Folgen die Rolle des Institutsleiters Dr. Koch. Das Projekt konnte jedoch nicht die Erfolge der zu diesem Zeitpunkt schon etablierten Serien dieses Bereichs wie CSI, Medical Detectives oder Der letzte Zeuge mit Ulrich Mühe erreichen. Ebenfalls im Jahr 2007 spielte Jaenicke in der Sat.1-Komödie Allein unter Töchtern einen alleinerziehenden Bundeswehr-Soldaten mit drei Töchtern. Auch in dem bisher von ihm wenig bedienten Genre der Filmkomödie war er hier erfolgreich und es wurden von der Reihe bis 2014 vier weitere Filme mit ihm gedreht. Dagegen waren die für das Kino produzierten Komödien, in welchen er mitwirkte, wie Kaiserschmarrn (2013), Männertag (2016) oder Die Geschichte der Menschheit – leicht gekürzt (2022) weniger erfolgreich.
In den 2010er Jahren war er an verschieden deutschen Fernsehproduktionen beteiligt, so auch am Filmgroßprojekt von RTL Hindenburg (2011) oder am 2020 veröffentlichten Agenten-Thriller der European Alliance Mirage – Gefährliche Lügen. In einigen Projekten wie dem Katastrophenfilm Gegen den Sturm! oder der Liebeskomödie Bodycheck – Mit dem Herz durch die Wand trat er jetzt auch wieder als Drehbuchautor in Erscheinung.
In der seit dem Jahr 2018 bei der ARD erfolgreich ausgestrahlten Thriller-Reihe Der Amsterdam-Krimi kann Jaenicke wieder sein Interesse an der Polizeiarbeit einbringen und arbeitet auch an den Drehbüchern der einzelnen Episoden mit.
Neben seiner Tätigkeit als Schauspieler ist Jaenicke als Synchronsprecher und Sprecher verschiedener Hörbücher aktiv und nimmt auch an Unterhaltungssendungen des Fernsehens, wie der SAT.1-Produktion Winterspiele der Stars mit großem Erfolg teil, was auch an seinen jederzeit guten Fitnesswerten liegt.
Jaenicke, welcher in den 1980ern Vegetarier und Mitglied bei Greenpeace wurde, dreht seit 2007 für das ZDF eine Dokumentationsreihe mit dem Teil Im Einsatz …, welche sich für den Tierschutz engagiert und führte auch durch die Dokumentation Bruno, der Bär ohne Pass, welche die ARD im April 2013 sendete.

## Privatleben
Von 1999 bis 2001 war Jaenicke mit seiner Frau Nicole verheiratet, danach bis 2008 mit der Schauspielerin Tina Bordihn liiert. Von 2010 bis 2016 war er mit einer Naturwissenschaftlerin zusammen, seither ist er mit seiner Schauspieler-Kollegin Stephanie Krogmann liiert. Jaenicke lebt in Utting am Ammersee und in Los Angeles-Pacific Palisades, wobei Utting seit 2007 sein Hauptwohnsitz ist. Während der Waldbrände in Südkalifornien im Januar 2025 brannte sein Haus in Pacific Palisades ab.

## Engagement und Kontroversen
Hannes Jaenicke engagiert sich für den Tier- und Umweltschutz, unter anderem für den Schutz der Orang-Utans auf Borneo. In Zusammenarbeit mit dem ZDF drehte er Dokumentationen über das Leben gefährdeter Tierarten wie Orang-Utans, Eisbären und Haie. Für die Sendung Im Einsatz für Haie wurde er am 23. Januar 2010 von der Haischutzorganisation Sharkproject zum „Shark Guardian of the Year 2010“ gekürt.
Außerdem engagiert er sich für Schule ohne Rassismus – Schule mit Courage und für die Christoffel-Blindenmission.
Die FAZ und der Spiegel verrissen sein im September 2010 erschienenes Buch Wut allein reicht nicht. Wie wir die Erde vor uns schützen können. Die FAZ bezeichnete Jaenicke in der Überschrift als „Vielflieger gegen den Klimawandel“. Der Spiegel schrieb: „Es ist ein einfaches Buch, es teilt die Welt in Gut und Böse, und seine Leser möchten zu den Guten gehören, sie sind gegen die da oben, und den Hannes Jaenicke kennen sie aus der Glotze.“ Jaenicke wies den Vorwurf der Vielfliegerei mit dem Argument zurück, Flüge verursachten nur drei Prozent des jährlichen CO2-Ausstoßes.
Seit Januar 2011 engagiert sich Jaenicke als Botschafter der Karl Kübel Stiftung für Kind und Familie und gehörte im selben Jahr zu den ersten Gratulanten für den Preis. Seit Dezember 2012 ist er Mentor der Wirtschaftsinitiative „Ethics in Business“. Hier unterstützt Jaenicke mittelständische Unternehmen, die sich für ein faires und verantwortungsvolles Handeln gegenüber Umwelt und Gemeinwesen einsetzen.

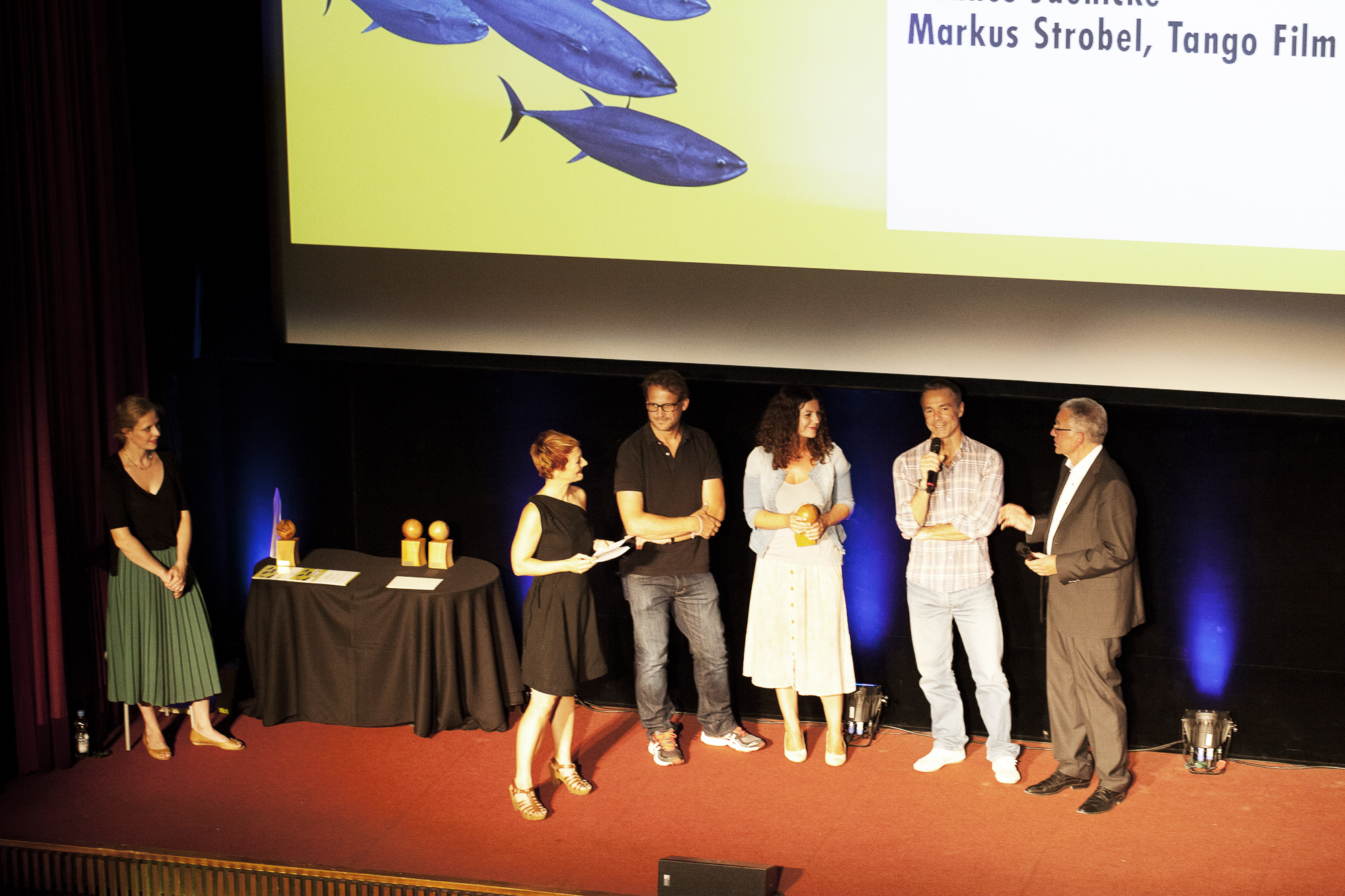
Jaenicke erhält den NaturVision-Sonderpreis 2014

Als Gast und Unterstützer des NaturVision Filmfestival wurde Jaenicke und dessen Produktion Hannes Jaenicke: Im Einsatz für… 2014 mit dem erstmals von der Festivalleitung vergebenen „NaturVision Filmfestival Sonderpreis“ ausgezeichnet.
Im Januar 2015 engagierte er sich gegen die Pegida-Bewegung. Hannes Jaenicke ist Mitglied der Partei Bündnis 90/Die Grünen.
Im November 2022 sorgte Jaenicke in der Sendung 3 nach 9 während einer Buchvorstellung für Unmut unter Landwirten, die sich durch seine Aussagen über die Milchviehhaltung pauschal verunglimpft sahen. In der Folge beendete das Unternehmen Volksbanken Raiffeisenbanken die Zusammenarbeit mit Jaenicke.

## Filmografie (Auswahl)

### Filme
- 1984: Abwärts
- 1986: Väter und Söhne
- 1986: Rosa Luxemburg
- 1986: Operation Dead End
- 1987: Zabou
- 1987: Eine Reise nach Deutschland (Fernsehfilm)
- 1989: Schatten der Wüste
- 1988: Die Beute (Fernsehfilm)
- 1988: Bei Thea (Fernsehfilm)
- 1989: Zwei Frauen
- 1989: Unsichtbare Mauern (Fernsehfilm)
- 1990: High Score
- 1992: Die Tigerin
- 1993: Tödliche Lüge (Fernsehfilm)
- 1994: Die Sieger
- 1995: Katharina die Große (Catherine the Great, Fernsehfilm)
- 1995: 5 Stunden Angst – Geiselnahme im Kindergarten (Fernsehfilm)
- 1996: Der Venusmörder (Fernsehfilm)
- 1996: Nur aus Liebe
- 1997: Der Todesbus (Fernsehfilm)
- 1997: Bandits
- 1997: Kalkuliertes Risiko (Fernsehfilm)
- 1997: Knockin’ on Heaven’s Door
- 1998: Jack Higgins: Die Krieger – Teil 1 (Fernsehfilm)
- 1998: White Raven – Diamant des Todes
- 1998: Gehetzt – Der Tod im Sucher
- 1998: Angst über den Wolken (Free Fall)
- 1998: Mulan (Synchronstimme von Shang)
- 1999: Alphamann 1/2
- 1999: Active Stealth
- 1999: Fallout – Gefahr aus dem All (Fallout)
- 1999: Schnee in der Neujahrsnacht
- 1999: Crash Dive II
- 2000: Operation Nautilus
- 2000: Destination Impact (Submerged)
- 2000: Sex oder Liebe
- 2001: Final Crash – Concorde in den Tod (Crash Point Zero)
- 2001: Die Liebe meines Lebens (Fernsehfilm)
- 2001: Virus Outbreak – Die Biowaffe (Venomous)
- 2001: Judas (Giuda) (Fernsehfilm)
- 2001: Thomas (Tommaso) (Fernsehfilm)
- 2001: Ein Vater zu Weihnachten (Fernsehfilm)
- 2002: Der Solist: Kuriertag
- 2002: Prince Charming (Meet Prince Charming)
- 2002: Halbtot – Half Past Dead (Half Past Dead)
- 2002: Stranded – Operation Weltraum
- 2003: Dienstreise – Was für eine Nacht (Fernsehfilm)
- 2003: Die Schönste aus Bitterfeld, Regie: Matthias Tiefenbacher
- 2003: Trenck – Zwei Herzen gegen die Krone (Fernsehfilm)
- 2003: Jagd auf den verlorenen Schatz (Lost Treasure)
- 2003: Mama macht’s möglich (Fernsehfilm)
- 2004: Blast
- 2004: Der Stich des Skorpion
- 2004: Für immer im Herzen (Fernsehfilm)
- 2004: So fühlt sich Liebe an (Fernsehfilm)
- 2005: Endloser Horizont (Zweiteiliger Fernsehfilm)
- 2006: Die Pferdeinsel (Fernsehfilm)
- 2006: Willkommen in Lüsgraf (Fernsehfilm)
- 2007: Allein unter Töchtern (Fernsehfilm)
- 2009: Allein unter Schülern (Fernsehfilm)
- 2009: Waffenstillstand
- 2010: Schlaflos in Oldenburg (Fernsehfilm)
- 2009: Crashpoint – 90 Minuten bis zum Absturz (Fernsehfilm)
- 2011: Allein unter Müttern (Fernsehfilm)
- 2011: Hindenburg (Fernsehfilm)
- 2011: Bermuda-Dreieck Nordsee (Fernsehfilm)
- 2011: Die Minensucherin (Fernsehfilm)
- 2012: Im Alleingang – Die Stunde der Krähen (Fernsehfilm)
- 2012: Willkommen im Krieg (Fernsehfilm)
- 2012: Allein unter Nachbarn (Fernsehfilm)
- 2012: Verloren auf Borneo (Fernsehfilm)
- 2013: Das ist mein Neuseeland (Dokumentation)
- 2013: Vier sind einer zuviel (Fernsehfilm)
- 2013: Bruno, der Bär ohne Pass (Dokumentation)
- 2013: Weit hinter dem Horizont (Fernsehfilm)
- 2013: Alle Macht den Kindern (Fernsehfilm)
- 2013: Helden – Wenn dein Land dich braucht (Fernsehfilm)
- 2013: Kaiserschmarrn
- 2014: ANIXE auf Reisen: Das grüne Hongkong (Dokumentation)
- 2014: Heimatkrimi: Die reichen Leichen. Ein Starnbergkrimi (Fernsehfilm)
- 2014: … und dann kam Wanda
- 2014: Gegen den Sturm! (Fernsehfilm)
- 2014: Allein unter Ärzten (Fernsehfilm)
- 2015: ANIXE auf Reisen: Neuseeland mit Hannes Jaenicke (Dokumentation)
- 2015: Die neue Wildnis (Sprecher)
- 2015: Die Udo Honig Story (Fernsehfilm)
- 2016: Dora Heldt: Wind aus West mit starken Böen
- 2016: Männertag
- 2017: Bodycheck – Mit dem Herz durch die Wand (Fernsehfilm)
- 2017: Ein Dorf rockt ab (Fernsehfilm)
- 2017: Meine fremde Freundin (Fernsehfilm)
- 2017: Mordkommission Königswinkel: Liebe bis über den Tod (Fernsehfilm)
- 2017: Nicht mit uns! Der Silikon-Skandal (Fernsehfilm)
- 2018: Die Liebe deines Lebens (Fernsehfilm)
- 2018: Einmal Sohn, immer Sohn (Fernsehfilm)
- 2021: Retter der Meere: Tödliche Strandung (Fernsehfilm)
- 2022: Die Geschichte der Menschheit – leicht gekürzt
- 2024: Helix (Fernsehfilm)

### Fernsehserien
- 1984, 1986: Der Alte (Folgen 8x06, 10x05)
- 1986: Ein Fall für zwei (Folge 6x05: T.O.D.)
- 1988: Derrick (Folge 15x04)
- 1989: Praxis Bülowbogen (Folge 2x05)
- 1989: Mission Eureka (Miniserie)
- 1989: Die Männer vom K3 (Folge 1x07)
- 1991: Büro, Büro (Folge: Der Traummann)
- 1992, 2006: SOKO 5113 (Folgen 10x04, 29x12)
- 1992: Der lange Weg des Lukas B. (Miniserie)
- 1992: Der Fahnder (Folge 4x09)
- 1992: Der Querkopf von Kirchbrunn
- 1994: Faust (Fernsehreihe, Folge 2x06)
- 1995: Der Räuber mit der sanften Hand (Fernsehminireihe, 3 Teile)
- 1995: Ein Mountie in Chicago (Folge 2x07)
- 1995: Die Straßen von Berlin (3 Folgen)
- 1995: Tatort: Die Kampagne (Fernsehreihe)
- 1997–1999: Sardsch (5 Folgen)
- 1998: Schimanski: Geschwister
- 1998–1999: Raven – Die Unsterbliche (Highlander: The Raven, 7 Folgen)
- 2001: Code Name: Eternity – Gefahr aus dem All (3 Folgen)
- 2002: Die Cleveren (Folge 4x03)
- 2003: Tatort: Die Liebe der Schlachter (Fernsehreihe)
- 2004: Pfarrer Braun – Der Fluch der Pröpstin
- 2004: Tatort – Märchenwald
- 2004, 2008: SOKO Leipzig (Folgen 4x10, 11x04)
- 2005: Der Elefant – Mord verjährt nie (Folge 2x06)
- 2005: Speer und Er (Fernsehreihe, 1. Teil)
- 2005: Tatort: Dunkle Wege (Fernsehreihe)
- 2005: Tatort: Atemnot (Fernsehreihe)
- 2007: Kommissarin Lucas – Das Totenschiff (Fernsehreihe)
- 2007–2008: Post Mortem – Beweise sind unsterblich (17 Folgen)
- 2008–: Hannes Jaenicke: Im Einsatz für … (Dokumentationsreihe)
- 2011: Schimanski: Schuld und Sühne
- 2011: Tatort: Das schwarze Haus (Fernsehreihe)
- 2012: Transporter: Die Serie (Transporter: The Series, Folge 1x10)
- 2012: Die Tore der Welt (World Without End, Fernsehreihe, 1. Teil)
- 2013–2014: Add a Friend (3 Folgen)
- 2016: Der Urbino-Krimi: Die Tote im Palazzo
- 2016: Der Urbino-Krimi: Mord im Olivenhain
- 2017: Tatort: Der rote Schatten
- 2018–: Der Amsterdam-Krimi
- 2020: Mirage – Gefährliche Lügen (Fernsehreihe, 8 Teile)
- 2020: Der Kriminalist (Folge 15x06)
- 2021: MariTeam – Tödliche Strandung
- 2025: Dr. Nice (Folgen Weiche Knie, Flammende Herzen)

### Sonstige Fernsehauftritte
- 2007–2024: Kölner Treff (Gast, 4 Folgen)
- 2008: Das weiß doch jedes Kind!: Das Promi-Special (Gast)
- 2009: Markus Lanz (Gast, Folge 70)
- 2009–2020: hart aber fair (Gast, 3 Folgen)
- 2014, 2016: Hirschhausens Quiz des Menschen (Gast, Folgen 7x03, 9x02)
- 2015: 5 gegen Jauch (Gast, Folge 22)
- 2015: Fair handeln (Moderator)
- 2015, 2020: NDR Talk Show (Gast, Folgen 747, 879)
- 2016: Jungen gegen Mädchen (Gast, Folge 2)
- 2016–2021: Mario Barth deckt auf! (Gast, 5 Folgen)
- 2017: Sag die Wahrheit (Gast, 4 Folgen)
- 2017: Wer weiß denn sowas? (Gast, Folge 253)
- 2017–2023: maischberger (Gast, 6 Folgen)
- 2017–2022: Riverboat (Gast, 4 Folgen)
- 2018: Die Pierre M. Krause Show (Gast, Folge 528)
- 2018: Ein Herz für Kinder (Gast)
- 2019: An Tagen wie diesen (Gast, Folge 9)
- 2020: An Tagen wie diesen (Sprecher, Folgen 11, 12)
- 2020: Genial daneben – Das Quiz (Gast, Folge 332)
- 2020: Mann tv (Moderator, Folge 9)
- 2020: Nachtcafé (Gast, Folge 935)
- 2022: 3 nach 9 (Gast, Folge 587)
- 2022: DAS! – Das AbendStudio! (Gast, Folge 10545)
- 2022: Die schönsten Weihnachts-Hits (Gast, Folge 17)
- 2022: Gute Unterhaltung mit Pierre M. Krause (Gast, Folge 1)
- 2022: stern TV am Sonntag (Gast, Folge 9/2022)
- 2023: Münchner Runde (Gast, Folge 27x07)
- 2024: Die Passion (Erzähler/Moderator)

## Dokumentationen
Hannes Jaenicke: Im Einsatz
- 2008: … für Orang-Utans
- 2009: … für Eisbären
- 2009: … für Haie
- 2010: … für Gorillas
- 2011: … für Vögel
- 2014: … für Elefanten
- 2015: … für Löwen
- 2016: … für Delfine
- 2018: … für Nashörner[42]
- 2020: … für den Lachs[43]
- 2021: … für den Wolf[44]

Das ist mein …
- 1999: … Australien
- 2004: … Australien
- 2006: … Hongkong
- 2014: … Neuseeland
- 2020: … Costa Rica
- 2022: … Cayman Islands

## Hörspiele
- 1981: William Trevor: Das blaue Kleid – Regie: Heinz Wilhelm Schwarz[45]
- 1983: Jiři Sik-Polak: Die Tote trug ein dunkelblaues Kleid – Regie: Heinz Wilhelm Schwarz[46]
- 1985: Michéle Angot: Am Strand von Malibu – Regie: Heinz Wilhelm Schwarz[47]
- 1998: Andreas Fröhlich: Mulan (Hörspiel zum Film) – Regie: Leslie Mandoki[48]
- 2004: Gert Ledig: Vergeltung – Regie: Klaus Prangenberg[49]
- 2013: Enid Blyton/Katrin McClean: Fünf Freunde und das Gorillakind in Gefahr – Regie: Heikedine Körting[50]

## Auszeichnungen
- 2009: 26th International Film Festival Agrofilm Nitra. Beste Dokumentation – Hannes Jaenicke – Im Einsatz für Orang Utans
- 2009: Green Screen – Internationales Naturfilmfestival: Sonderpreis der Jury für Hannes Jaenicke – Im Einsatz für Orang Utans
- 2009: The Los Angeles Reel Film Festival: Bester Film Hannes Jaenicke – Im Einsatz für Orang Utans
- 2010: Berlinale Nominierung Kulinarisches Kino für Hannes Jaenicke – Im Einsatz für Haie
- 2010: Ehrenpreis der Europäischen Brunnengesellschaft
- 2010: Naturvison: 2. Preis in der Kategorie Umwelt und Nachhaltigkeit für: Hannes Jaenicke – Im Einsatz für Haie
- 2010: Shark Project: Shark Guardian of the Year 2010 für Hannes Jaenicke – Im Einsatz für Haie
- 2010: Diva – Deutscher Entertainment Preis: Earth Award für Hannes Jaenicke, für die ZDF-Dokureihe Hannes Jaenicke – Im Einsatz für… Haie, Orang-Utans und Eisbären
- 2011: Bambi-Nominierung für Hindenburg Bester Spielfilm
- 2011: Deutscher Fernsehpreis für Hindenburg Bester Mehrteiler
- 2011: rtv-Preisverleihung: Wertvoll-Preis der Menschlichkeit
- 2011: Naturvision: Nominierung in der Kategorie Umwelt und Nachhaltigkeit für: Hannes Jaenicke – Im Einsatz für Gorillas
- 2011: Naturelife Umweltpreis
- 2011: Ehrenpreis der Querdenker-Awards in der Kategorie Film und Fernsehen für seine außergewöhnliche Natur- und Umweltschutz-Initiative[51]
- 2012: Steiger Award in der Kategorie Umwelt
- 2016: UmweltMedienpreis 2020 der Deutschen Umwelthilfe, Sonderpreis für sein Gesamtengagement im Umwelt- und Verbraucherschutz sowie für Fairen Handel[52]
- 2017: Auszeichnung als Green Brand Germany Persönlichkeit 2017[53]
- 2018: Deutscher Fahrradpreis: Fahrradfreundlichste Persönlichkeit 2018
- 2018: Hans-Carl-von-Carlowitz-Nachhaltigkeitspreis: nationale Kategorie[54]
- 2019: Courage-Preis[55]
- 2021: Bildungspreis der Hochschule Ansbach[56]
- 2021: Umweltschutzpreis Goldene Blume von Rheydt[57]
- 2022: Europäischer Kulturpreis Taurus für sein soziales Engagement
- 2024: Regenbogen Award[58]

## Hörbücher (Auswahl)
- Ian Fleming: Goldfinger, Random House Audio, 2005, ISBN 978-3-89830-935-6 (James Bond jagt Goldfinger)
- Roger Graf: Philip Maloney, 3 rätselhafte Fälle, Edition Hörbuch, 2006, ISBN 978-3-8331-0400-8
- Robert Harris: Ghost. Random House Audio, 2009, ISBN 978-3-8371-0085-3.
- Robert Harris: Angst. Random House Audio, 2011, ISBN 978-3-8371-1105-7.
- Cody McFadyen: Der Menschenmacher. Bastei Lübbe, 2011, ISBN 3-7857-4448-X.
- Robert Harris: Intrige. Random House Audio, 2013, ISBN 978-3-8371-2178-0.
- Autorenlesung: Wer der Herde folgt, sieht nur Ärsche: Warum wir dringend Helden brauchen, Headroom Sound Production, 2017, ISBN 978-3-942175-87-6
- Jens Liljestrand: Der Anfang von morgen (gemeinsam mit Nina Reithmeier & Lavinia Wilson), Argon Verlag, 2022, ISBN 978-3-7324-0527-5 (Hörbuch Download)

## Bücher
- Wut allein reicht nicht. Wie wir die Erde vor uns schützen können. Gütersloher Verlagshaus, Gütersloh 2010, ISBN 978-3-579-06761-2.
- Die große Volksverarsche. Wie Industrie und Medien uns zum Narren halten. Gütersloher Verlagshaus, Gütersloh 2013, ISBN 978-3-579-06636-3.[59]
- Wer der Herde folgt, sieht nur Ärsche. Warum wir dringend Helden brauchen. Gütersloher Verlagshaus, Gütersloh 2017, ISBN 978-3-579-08668-2.
- Aufschrei der Meere : was unsere Ozeane bedroht und wie wir sie schützen müssen. (mit Ina Knobloch). Ullstein Verlag, Berlin 2019. ISBN 978-3-550-20047-2.[60]
- Die große Sauerei. Wie Agrarlobby und Lebensmittelindustrie uns belügen und betrügen – und was das für unsere Ernährung bedeutet (mit Fred Sellin). Yes Publishing, München 2022. ISBN 978-3-96905-202-0.[61]
- Hannes Jaenicke (Autor), Julius Brümmer (Künstler): Mukiza. Die wahre Geschichte eines Berggorillas. CalmeMara Verlag, Bielefeld 2024, ISBN 978-3-948877-60-6 (Bilderbuch)